# Un été à Saint-Tropez
Pour les articles homonymes, voir Tropez.
Pour plus de détails, voir Fiche technique et Distribution.
Un été à Saint-Tropez est un film franco-allemand sans dialogues, réalisé par David Hamilton en 1983.

## Synopsis
Dans une maison de campagne isolée près de Saint-Tropez, sept jeunes femmes partagent une chambre.

## Fiche technique
- Titre français : Un été à Saint-Tropez
- Titre allemand : Ein Sommer in St. Tropez
- Réalisateur : David Hamilton
- Scénariste  : David Hamilton
- Producteur : Ken Kamura
- Producteurs associés : Chiaki Fukuda, Fugio Hasumi
- Montage : Pauline Leroy
- Musique : Benoît Widemann
- Sociétés de production : Victor Company of Japan (JVC)
- Pays d'origine :  France- Allemagne de l'Ouest
- Genre : drame, érotique
- Format : couleur - son : mono
- Durée : 59 minutes
- Date de sortie : 
  -  France : 1983

## Distribution
- Joan
- Catherine
- Esther
- Monica Broeke
- Ellen
- Anne
- Hélène
- Cyrille
- Renaud